# Аткинсон, Лоуренс
Лоуренс Аткинсон (англ. Lawrence Atkinson; 17 января 1873, Манчестер — 21 сентября 1931, Париж) — английский художник, поэт и музыкант.

## Жизнь и творчество
Сперва Л. Аткинсон изучал в Париже искусство музыкальной композиции, однако после возвращения в Лондон всерьёз занялся живописью, создавая преимущественно пейзажи, в которых чувствуется сильное влияние живописи Матисса и фовистов. К сожалению, практически все работы мастера, относящиеся к этому периоду, утеряны. В дальнейшем художественный стиль Л.Аткинсона радикально меняется. В 1914 году он, совместно с Перси Уиндхемом Льюисом, Дэвидом Бомбергом и Эзрой Паундом участвует в создании нового художественного стиля — вортицизма, близкого к французскому кубизму и итальянскому футуризму. Начиная с этого времени картины, созданные Л.Аткинсоном, в художественном плане близки к полотнам П. У. Льюиса.
Кроме произведений в области живописи и музыки, Л.Аткинсон также является автором стихотворений, написанных в модернистском стиле.